# Alitarco
L'Alitarco (in greco "ἀλυτάρχης") era il capo delle guardie di polizia, gli aliti, ("ἀλύτης") che sovraintendevano all'ordine pubblico durante i Giochi Olimpici, nell'antica Grecia.
Questo era incaricato di scortare gli ellanodici eletti e gli atleti da Elide a Olimpia, oltre che dirigere cortei e cerimonie.